# Мартин Крамер
Мартин Сет Крамер (народився 9 вересня, 1954, Washington, D.C.) є американо-ізраїльським науковцем, дослідником Близького Сходу у коледжі Шалем в Єрусалимі. Його наукові інтереси зосередженні на політиці мусульманських країн та арабського світу.

## Освіта
Крамер розпочав здобувати вищу освіту на факультеті Країнознавства Близького Сходу у Тель-Авівському університеті під науковим керівництвом Ітамара Рабіновіча та отримав ступінь бакалавра мистецтв на факультеті Близькосхідних студій у Принстонському університеті.